# Blue Is the Colour
«Blue Is the Colour» (рус. Синий цвет) — песня и официальный гимн футбольного клуба «Челси». Она была выпущена в качестве сингла как реклама к финалу Кубка Футбольной лиги в 1972 году против «Сток Сити». Песню исполнили футболисты первой команды «Челси». Эта песня заняла пятое место в британском чарте UK Singles Chart, и с тех пор является одним из самых узнаваемых футбольных гимнов в Англии наряду с гимном ФК «Ливерпуль».

## Исполнители
Игроки клуба, которые исполняли песню:
| - Томми Болдуин - Питер Бонетти - Чарли Кук - Джон Демпси - Рон Харрис - Марвин Хинтон - Джон Холлинс | - Питер Хаусман - Аллан Хадсон - Стив Кембер - Эдди Маккриди - Пэдди Миллиган - Питер Осгуд - Дэвид Уэбб |

По состоянию на 2014 год, через 42 года после выпуска песни, она по-прежнему остается гимном «Челси». Песня звучала на стадионе «Уэмбли» после того, как «Челси» успешно защитил титул обладателя Кубка Футбольной ассоциации в 2010 году.

## Текст песни
- Оригинальный текст и перевод на русский[4].

| Blue is the colour, football is the game We’re all together, and winning is our aim So cheer us on through the sun and rain ’cause Chelsea, Chelsea is our name Припев 1 Here at the Bridge whether rain or fine We can shine all the time Home or away, come and see us play You’re welcome any day Хор Blue is the colour, football is the game We’re all together, and winning is our aim So cheer us on through the sun and rain ’cause Chelsea, Chelsea is our name Припев 2 Come to the Shed and we’ll welcome you Wear your blue and see us through Sing loud and clear until the game is done Sing Chelsea everyone. | Наш синий цвет, футболом мы живём, Вместе к победе плечом к плечу идём. Ливень и зной трибунам нипочём, Потому что «Челси» мы себя зовём. Припев 1 Мы на игре — в любые времена, Командою горды своей сполна, И дома, и на выезде — всегда Нам не страшны ни горе, ни беда. Хор Наш синий цвет, футболом мы живём, Вместе к победе плечом к плечу идём. Ливень и зной трибунам нипочём, Потому что «Челси» мы себя зовём. Припев 2 Мы с радостью приветствуем гостей, А синий цвет настраивает — петь, В едином хоре голос не сорвать: «Мы — „Челси“, значит, нас не обыграть»! |